# 翼形角星珊瑚
翼形角星珊瑚（学名：Goniastrea australensis）为菊珊瑚科角星珊瑚屬下的一个种。